# Yser Houck
Yser Houck is een vereniging tot behoud van het cultureel erfgoed en werkt rond alle aspecten van ons erfgoed: natuur, geschiedenis, monumenten en volksgebruiken. 
Yser Houck is actief in tien dorpen van de Frans-Vlaamse Westhoek (Volkerinkhove, Broksele, Millam, Wulverdinge, Lederzele, Rubroek, Bollezele, Nieuwerleet, Merkegem en Noordpene). De vereniging geeft een driemaandelijks tijdschrift uit.
De vereniging heeft een toeristische dienst in Rubroek sinds 1996 (in Volkerinkhove sinds augustus 2007).

## Geschiedenis
In 1989 gingen zes inwoners van Volkerinkhove rond de tafel zitten om een vereniging  op te richten met de bedoeling om het natuurkundig en geschiedkundig erfgoed van hun streek te beschermen. Zij gaven deze nieuwe vereniging de naam "Yser Houck" naar een plaats op de grens van Bollezele, Rubroek en Volkerinkhove gelegen aan het riviertje de IJzer.